# 록맨 X2
《록맨 X2》(Mega Man X2)은 캡콤이 만든 액션게임 록맨 X의 2번째 작품이다.

## 록맨 X2의 8 보스 일람
휠 앨리게이츠(Wheel Alligates)/휠 게이터(Wheel Gator) 이명은 '흉아의 중전차(凶牙の重戦車)'
악어 형태의 레프리로이드로 이레귤러 헌터 제6함대의 전 부대장을 역임했다. 인상깊게 생긴 공룡형 이동 요새를 타고 도시를 마음껏 유린했다. 약점은 와이어 헤티멀의 스트라이크 체인.
무기:스핀 휠(Spin Wheel) - 톱니바퀴를 발사. 아래쪽의 적을 공격할 때 좋다. 톱니바퀴는 잠시동안 땅 위를 이동하며, 특정 지형을 파괴할 수 있다. 차지 시 톱니바퀴를 분리하여 8방향으로 공격한다.
버블리 크래비우스(Bubbly Crablos)/버블 크랩(Bubble Crab) 이명은 '심해의 절렬마(深海の切り裂き魔)'
게 형태의 레프리로이드
무기:버블 스플래쉬(Bubble Splash) - 거품을 발사. 위쪽의 적을 공격할 때 좋다. 차지 시 거품 보호막을 생성하며, 물 속에서 사용하면 점프력이 향상된다.
플레임 스태거(Flame Stagger)/플레임 스태그(Flame Stag)
사슴 형태의 레프리로이드로 약점 무기는 버블리 크래비우스의 버블 스플래쉬로 해결 가능 약점 무기를 맏으면 몸의 불꽃이 꺼진다.
무기:러싱 버너(Rushing Burner) - 불덩어리를 발사. 공격속도가 빠르다. 차지 시 불덩어리를 몸에 두르고 빠른 속도로 대쉬한다.
메타머 모스미노스(Metamor Mothmeanos)/모프 모스(Morph Moth) 이명은 '꿈의 섬의 타천사(夢の島の堕天使)'
나방 형태를 하고 있으며, 유충형태에서 나방 형태로 탈바꿈하는 레프리로이드. 폐품 공장을 제압한 뒤에 폐품들을 사용해서 이레귤러를 생산하는 임무를 수행했다. 보스전은 재활용 공장의 고철 더미에서 진행되는데, 유충형태 상태에서는 기능이 정지되어 고철이 된 레플리로이드를 흡수하여 나방으로 성장하는 특이한 성질을 가졌으며, 약점 무기는 플레임 스태거의 러싱 버너로 약점무기를 먹이면 유충타입이 불꽃에 휩싸이면서 필살기를 무력화시켜버리며, 나방으로 탈피했을 때는 이미 체력이 1/3도 안 남아있을 것이다.
무기:스크랩 슛(Scrap Shoot) - 작은 고철덩어리를 발사. 적이나 벽에 닿을 시 4방향으로 폭발한다. 차지 시 고철덩어리가 커지며, 숨겨져 있는 아이템을 모을 수도 있다.
마그네 하큐레거(Magne Hyakulegger)/마그나 센티피드(Magna Centipede)
지네 형태의 레프리로이드.
무기:마그넷 마인(Magnet Mine) - 자석 폭탄을 발사. 상하로 조정이 가능하다. 차지 시 강한 자기력 구를 발사하며, 역시 상하조정이 가능하다.
크리스타 마이마인(Crystar Mymine)/크리스탈 스네일(Crystal Snail)
달팽이 형태의 레프리로이드로 약점은 마그케 하큐레거의 마그넷 마인. 맞으면 몸이 마비되어 등껍질이 몸과 분리가 된다.
무기:크리스탈 헌터(Chrystal Hunter) - 액체 크리스탈을 발사. 덩치가 작은 적일 경우 크리스탈 안에 가둘 수도 있다. 차지 시 잠시동안 게임 진행속도가 느려진다.
소닉 오스트리그(Sonic Ostreague)/오버드라이브 오스트리치(Overdrive Ostrich) 이명은 '모래벌판의 위타천(砂原の韋駄天)'
타조 형태의 레프리로이드로, 전작 X1의 스톰 이글리드를 존경했고 스톰 이글리드와 같이 이레귤러 헌터 제 7 공수부대 소속이자 그의 부하였지만, 사고로 인해 비행능력을 잃어버리는 바람에 은퇴한다. 비행능력을 잃어버려도 엄청난 높이를 뛰어다니는 높이뛰기 선수가 된다. X가 그를 쓰러뜨려서 X를 증오한다. 사막을 배경으로 한 스테이지에서 라이드 체이서를 타고 진행한다. 라이드 체이서로 진행하는 중에 하트를 획득할 수 있지만, 목숨을 잃고 다시 시작하여 중간 쯤에 휠 앨리게이츠의 스핀 휠로 기가 아머 풋파츠를 획득하여 에어 대쉬 가능. 보스룸 앞에 로켓이 있는데 로켓을 타고 위로 올라가는 도중 로켓을 파괴하여 내리고, 사막 벌판 위에 착지하는데 저멀리 보스가 하늘로 높이 뛰어 날아올라 등장. 약점무기인 크리스타 마이마인의 크리스탈 헌터를 맞추면 몸이 얼어붙는다.
무기:소닉 슬라이서(Sonic Slicer) - 날카로운 기를 발사. 벽에 부딪힐 시 수가 늘어난다. 차지 시 공중에서 아래로 5개의 기를 떨어뜨린다.
와이어 헤티멀(Wire Hetimarl)/와이어 스펀지(Wire Sponge)
약점은 소닉 오스트리그의 소닉 슬라이서. 소닉 슬라이서로 피니쉬하면 허리가 두 동강 나면서 파괴되는 모습을 보여준다.
무기:스트라이크 체인(Strike Chain) - 체인을 발사. 아이템 회수가 가능하며, 벽에 발사하면 벽 쪽으로 엑스를 끌어당긴다. 차지 시 더 긴 체인을 발사한다.

## 평가
| 평가 |        |
| --- | ------ |
| 평론 점수 평론사 점수 EGM 7.6/10 [ 8 ] 패미츠 29/40 [ 9 ] 게임팬 86/100 [ 10 ] 게임프로 5/5 [ 11 ] 넥스트 제네레이션 [ 12 ] 닌텐도 파워 3.43/5 [ 13 ] Game Players 81/100 [ 14 ] Super Play 80/100 [ 15 ] VG&CE 8/10 [ 16 ] M Games 76/100 [ 17 ] |        |
| 평론 점수 |        |
| 평론사 | 점수   |
| EGM | 7.6/10 |
| 패미츠 | 29/40  |
| 게임팬 | 86/100 |
| 게임프로 | 5/5    |
| 넥스트 제네레이션 | [ 12 ] |
| 닌텐도 파워 | 3.43/5 |
| Game Players | 81/100 |
| Super Play | 80/100 |
| VG&CE | 8/10   |
| M Games | 76/100 |